# Челник
Челник је била титула у Српском краљевству, Српском царству и Српској деспотовини. Челник је био заповедник мање или веће групе људи који обављају послове различите садржине. У српској држави могло је бити више челника, па је једном од њих додељивана титула великог челника. 

## Титула
Титула је позната Словенима у централним деловима Балкана још у првој половини 9. века. Јован Скилица, описујући устанак Петра Одељана (1040) помиње Љутовоја Деволског, искусног челника и заповедника Димитријаде. Душан Силни је 1355. године за заповедника града Скрадина поставио челника Ђураша Илијића. Илијић је титулу челника стекао још током владавине Стефана Дечанског и носио ју је пуне три деценије (до 1356. године). Његов савременик је челник Хлап из жупе Соли, властелин Стјепана II Котроманића. Челници постоје и у доба владавине цара Уроша. Они су заповедници утврђених градова. Челник Муса заповеда Звечаном до 1363. године, а челник Милош Повик крајем шездесетих година. 

## На владаревом двору
Посебна категорија челника обављала је службу на владаревом двору бринући се о заштити његове личности и извршавајући најразличитија наређења. У хијерархији титула, челник се налазио испод казнаца и тепчија. Међутим, у 14. веку челници преузимају компетенције тепчија и двородржица. На Милутиновом двору налазио се 1284. године челник Градислав, а касније (1305/6) и челник Бранко. Ови челници се појављују у улози судија и извршитеља владарских одлука у погледу спорова између цркве и властеле. Душан је 1347. и 1350. године слао челнике Бранила и Ђурицу да утешу међе на спорним црквеним земљопоседима. Титула је постојала и после распада Српског царства. Челници постоје на двору царице Јелене у Серу, браће Драгаш, код Лазаревића и Бранковића, као и у Српској деспотовини све до 1459. године. 

## Манастирски челници
Постојали су и челници који су били у служби манастира или епископија, односно митрополија. Приликом изградње Дечана и оснивања властелинства, Дечански је властелинству доделио челника Радана. Он је за верну службу стекао и баштину коју су сачињавали разноврсни земљопоседи. У хијерархији је Радану припадало друго место, одмах иза игумана. Заповедао је оружаним одредом. Имао је највећи углед међу световњацима на властелинству. Касније се као челник Дечана помиње Ивоје кога је поставила царица Јелена, тада највероватније у својству ктитора или обласног господара (након повлачења из Сера 1365. године). Челник Ивоје је покушао да се осамостали и понашао се као господар властелинства. Челника је имао и католички манастир на Мљету. Његово присуство може се објаснити чињеницом да је Мљет био под врховном влашћу Немањића који вероватно утичу на организацију властелинства манастира Свете Марије на Мљету. Зетска митрополија у првој половини 15. века има свог челника који штити материјалне интересе митрополије. Челник је овлашћен приликом куповине и продаје земљишта. У Зетској митрополији челник је био Богдан. Душановим закоником, 146. чланом, одређено је да манастирски челници припадају општој категорији владалаца. 

## Коњушки и челници пастири
Најнижу категорију челника чиниле су старешине пастира и коњушара. Не треба их изједначавати са примићурима, катунарима и влашким кнезовима. За коњушког челника обично је постављан властеличић који се разумео у узгој коња. Слично је било и са челницима пастира који воде бригу о владаревим овцама, овцама обласних господара и крупне властеле. 

## Челник ризнички
Челник ризнички је имао надлежности које се разликују од надлежности осталих челника. У много чему су једнаке надлежностима протовестијара. Најпознатији челник ризнички деспота Ђурђа Бранковића био је властелин Паскоје Соркочевић. Живео је и радио у Новом Брду, а по првом паду Деспотовине приближио се Ђурђу Бранковићу и постао његов близак сарадник у изгнанству. После ослобођења је проглашен челником ризничким. Функцију је обављао од 1445. до 1454. године. Водио је деспотове финансије и учествовао је у дипломатским преговорима. Титулу протовестијара није стекао, могуће због тога што је био странац. Његов син Јуније (Жонко) прозван је Челниковић по очевој титули. Протовестијар Богдан је у служби деспота такође носио титулу челника, свакако ризничког, а вероватно је исту титулу носио и челник Родоп, могуће будући протовестијар Никола Родоп. 

## Познати челници
- Градислав Војшић, служио Стефана Милутина
- Бранко, служио Стефана Милутина
- Ђураш Илијић, служио Стефана Дечанског
- Вигдраг, служио Стефана Дечанског
- Јован Оливер, велики челник Душанов
- Димитрије, велики челник Душанов
- Бранило, служио Стефана Душана
- Ђурица, служио Стефана Душана
- Андроник, служио Стефана Душана
- Станислав, служио Дејановиће
- Муса, служио Уроша Нејаког
- Вук, служио Стефана Лазаревића
- Хребељан, велики челник Стефана Лазаревића
- Радич Поступовић, служио као челник Стефана Лазаревића и велики челник Ђурђа Бранковића
- Радослав, велики челник
- Михаило Анђеловић, велики челник Ђурђа и Лазара Бранковића
- Ђурађ Големовић, служио Ђурђа Бранковића